# Port lotniczy Jacksonville
Port lotniczy Jacksonville (IATA: JAX, ICAO: KJAX) – port lotniczy położony 14 km na północ od Jacksonville, w stanie Floryda, w Stanach Zjednoczonych.

## Linie lotnicze i połączenia

### Pirs A
- AirTran Airways (Atlanta, Baltimore)
- Continental Airlines (Houston-Intercontinental, Newark)
- Continental Express obsługiwane przez Chautauqua Airlines (Houston-Intercontinental)
- Continental Express obsługiwane przez ExpressJet Airlines (Cleveland, Houston-Intercontinental, Newark)
- Delta Air Lines (Atlanta, Nowy Jork-LaGuardia)
- Delta Connection obsługiwane przez Atlantic Southeast Airlines (Detroit, Memphis, Waszyngton-National)
- Delta Connection obsługiwane przez Comair (Cincinnati/Northern Kentucky, Miami, Nowy Jork-LaGuardia, Waszyngton-National)
- Delta Connection obsługiwane przez Compass Airlines (Minneapolis/St. Paul)
- JetBlue Airways (Boston, Nowy Jork-JFK, San Juan)
- United Airlines (Chicago-O’Hare)
- United Express obsługiwane przez Atlantic Southeast Airlines (Waszyngton-Dulles)
- United Express obsługiwane przez GoJet Airlines (Chicago-O’Hare, Waszyngton-Dulles)
- United Express obsługiwane przez Mesa Airlines (Waszyngton-Dulles)
- United Express obsługiwane przez Shuttle America (Newark)

### Pirs C
- American Airlines (Dallas/Fort Worth)
- American Eagle Airlines (Chicago-O’Hare, Miami)
- American Eagle obsługiwane przez Executive Airlines (Miami)
- Southwest Airlines (Baltimore, Birmingham (AL), Denver [od 5 czerwca], Fort Lauderdale, Houston-Hobby, Las Vegas, Nashville, Norfolk, Filadelfia, Tampa)
- US Airways (Charlotte, Filadelfia, Waszyngton-National)
- US Airways Express obsługiwane przez Republic Airlines (Filadelfia, Waszyngton-National)